# Abigail Masham
Abigail Masham, Baronesa Masham (de soltera Hill) (c. 1670-6 de diciembre de 1734) fue una favorita de la reina Ana de Gran Bretaña y prima de Sarah Churchill, duquesa de Marlborough.

## Biografía

### Primeros años
Abigail Hill era hija de Francis Hill, un comerciante londinense, y Elizabeth Jennings, tía de Sarah Churchill, duquesa de Marlborough. Las malas inversiones de Francis, hicieron vivir a la familia en la pobreza, de modo que Abigail tuvo que trabajar como sirvienta de Sir John Rivers of Kent. Lady Churchill, Dama de Alcoba de la princesa Ana, se hizo amiga de su prima Abigail, posiblemente más motivada por la vergüenza ante la caída en desgracia de sus parientes que un afecto genuino; de hecho es probable que Sarah Churchill no conociera su existencia con anterioridad, porque su abuelo, Sir John Jennings, había tenido veintidós hijos y resultaba imposible que conociera a todos sus primos. Churchill tomó a Abigail como parte de su casa en St. Albans. Tras la coronación de Ana, le consiguió un puesto al servicio de esta en 1704.

### Favorita
En 1704, la amistad de la reina y la duquesa se fracturó debido al apoyo a los whigs de esta última. Sarah trataba de que Ana, que comulgaba con los tories, nombrase ministros a whigs que comulgaban con los planes bélicos de lord Marlborough. La reina, –que no quería abandonar el "Partido de la Iglesia" (como eran conocidos los tories) ni siquiera por su favorita–, le confió a su primer lord del Tesoro, lord Godolphin, que no creía que ambas pudieran volver a ser verdaderas amigas. Poco antes, Abigail Hill ya había suplantado a su pariente en el favor de la reina; aunque no se puede decir si realmente fue ingrata o dañó la imagen de la duquesa de Marlborough. No es arriesgado pensar que la influencia de Abigail se debiera a sus sutiles intrigas y su comportamiento amable, en contraste con el fuerte carácter y temperamento de la duquesa que había agotado a Ana.
El primer gesto que muestra el favor de la reina hacia Abigail, fue cuando la soberana estuvo presente en su boda secreta con Samuel Masham el verano de 1707. Más tarde, Sarah Churchill fue consciente de que su prima y Ana compartían muchos momentos íntimos, sin que la duquesa fuera informada. Abigail era también, por parte de su padre, prima segunda de Robert Harley, conde de Oxford (sus abuelas eran hermanas), al que ayudó a relacionarse con la reina después de que fuese relegado de su cargo el febrero de 1708.
Su ascensión se completó en 1710, cuando se obligó a lord Malborough a cederle comandas a John Hill, hermano de Abigail. Sunderland, Godolphin, y otros ministros whigs fueron destituidos para dar sus cargos a Oxford y Bolingbroke.
Al año siguiente, la duquesa perdió su posición en la corte, siendo reemplazada por su prima. Ese mismo año, los ministros aprovecharon de la caída de los Churchill para preparar la Paz de Utrecht, para lo que buscaron apoyo en la Cámara de los Lores con nuevos títulos, incluida la baronía de Masham que se creó para el marido de Abigail, concedida debido a la influencia de su mujer. Pronto, lady Masham comenzó a pelearse con Oxford, y usó todo su poder para mostrar el disgusto de la reina hacia su ministro; para esto se apoyó en las vacilaciones de Oxford entre la sucesión jacobita y la sucesión hannoveriana (lady Masham apoyaba el Partido Jacobita de Bolingbroke y Francis Atterbury); los altercados en presencia de la reina llevaron a la destitución de Oxford el 27 de julio de 1714, cuyo puesto ocupó lord Shrewsbury. Tras la muerte de Ana el 1 de agosto de ese año, Abigail se retiró de la vida pública a su casa de campo hasta su propia muerte veinte años más tarde.

## En el cine
Abigail fue interpretada por Emma Stone en la película La favorita, estrenada en 2018.